# Jungermannia plagiochiloides
Jungermannia plagiochiloides là một loài rêu tản trong họ Jungermanniaceae. Loài này được (Spruce) Mitt. miêu tả khoa học lần đầu tiên năm 1886.